# Операция «Болеас»
Операция «Болеас» (англ. Operation Boleas) — вооружённая операция сил Сообщества развития Юга Африки (САДК) по установлению мира в Лесото.

## Предыстория
По итогам выборов в марте 1998 года правящая в Лесото партия Конгресс за демократию выиграла 79 из 80 мест в парламенте страны. Многие люди в Лесото считали, что выборы сфальсифицированы и начали участвовать в акциях протеста против действующего режима. Протестующие блокировали здания парламента и Центрального банка. В армии вспыхнул мятеж в начале сентября 1998 года — младшие офицеры взбунтовались и захватили старших должностных лиц в качестве заложников. В результате командующий вооружёнными силами страны генерал-лейтенант Makhula Mosakeng уволил 26 старших офицеров армии, а затем сам подал в отставку. В связи с неопределенной политической ситуацией в стране и тем, что армия лишилась командиров верхнего звена, солдаты не решались открывать огонь по демонстрантам. Тем самым, правительство Лесото оказалось не способно оказать серьёзное сопротивление митингующим: армия вышла из-под контроля, только полиция продолжала вести бои на улицах, защищая действующий режим.

## Провал мирных переговоров
Три страны из сообщества развития Юга Африки (ЮАР, Ботсвана и Зимбабве) спонсировали мирные переговоры между правящей партией и представителями оппозиционных сил. Однако, ссылаясь на «соображения безопасности», партия премьер-министра решила не участвовать в переговорах. Провал переговоров привёл к продолжению беспорядков и поставил страну на грань гражданской войны. Премьер-министр и глава правительства Королевства Лесото в письменной форме просили глав государств Ботсваны, Мозамбика, ЮАР и Зимбабве осуществить военное вмешательство для восстановления нормальной жизни в стране.

## Ход вторжения САДК
В 5 часов утра 11 сентября 1998 года войска ЮАР пересекли государственную границу с Лесото, чтобы помочь действующему правительству удержать власть в государстве. Декларируемые цели «операции Болеас»: восстановление стабильности в Лесото и прекращение насилия.
Вторая фаза по разгрому оппозиционных сил началась 20 сентября 1998 года, помимо войск ЮАР в боях приняли участие также военнослужащие из Ботсваны и Зимбабве. Основными задачами войск САДК являлись: охрана военных баз, взятие под контроль радиовещательных станций и защита посольств. Королевский дворец, аэропорты, правительственные здания и объекты водоснабжения также были взяты под контроль союзниками.

## Итог
После того как оппозиционные силы были полностью разгромлены, войска САДК покинули Лесото. Ключевую роль в победе сыграли вооружённые силы Южно-Африканской Республики, именно эта страна направила в Лесото самое большое количество армейских соединений.